# Аліреза Хаґіґі
Аліреза Хаґіґі (перс. علیرضا حقیقی, нар. 2 травня 1988, Тегеран) — іранський футболіст, воротар португальського «Спортінга» (Ковільян) та національної збірної Ірану.

## Клубна кар'єра
Народився 2 травня 1988 року в місті Тегеран. Вихованець футбольної школи клубу «Персеполіс». Дорослу футбольну кар'єру розпочав 2006 року в основній команді того ж клубу, в якій провів шість сезонів, взявши участь у 73 матчах чемпіонату. 
Своєю грою за цю команду привернув увагу представників тренерського штабу російського «Рубіна», до складу якого приєднався 2012 року. Не змігши пробитися до основного складу казанської команди, був відданий в оренду, спочатку, у 2013 році, до свого рідного «Персеполіса», а на початку 2014 року — до португальського «Спортінга» (Ковільян).

## Виступи за збірні
2002 року дебютував у складі юнацької збірної Ірану, взяв участь у 12 іграх на юнацькому рівні.
Протягом 2005–2010 років залучався до складу молодіжної збірної Ірану. На молодіжному рівні зіграв у 10 офіційних матчах.
2010 року дебютував в офіційних матчах у складі національної збірної Ірану. Наразі провів у формі головної команди країни 16 матчів.

## Титули і досягнення
- Чемпіон Ірану (1):

«Персеполіс»: 2007-08
- Володар Кубка Ірану (3):

«Персеполіс»: 2009-10, 2010-11
«Нассаджі Мазандаран»: 2021-22
- Володар Кубка Росії (1):

«Рубін»: 2011-12
- Володар Суперкубка Росії (1):

«Рубін»: 2012
Збірні
- Бронзовий призер Азійських ігор: 2006